# Zvonice Arménské katedrály (Lvov)
Zvonice Arménské katedrály Nanebevzetí Panny Marie ve Lvově patří do komplexu staveb rozprostírajících se na území při Arménské katedrále, které je ohraničeno ulicemi Arménská, Krakovská a Lesi Ukrajinky.

## Historie
Lvov se ve středověku nacházel na křižovatce důležitých obchodních cest, zejména na trase: Zhořelec – Vratislav – Krakov – Přemyšl – Lvov – Kyjev. Městem procházelo mnoho různých národností, kromě dalších: Řekové, Italové, Židé, Arméni. Mnoho z nich zde zůstalo a zejména Arméni zde vytvořili početnou arménskou enklávu. První Arméni ve Lvově se objevili již ve druhé polovině 13. století, za vlády krále Danila, zakladatele Lvova (ukr. Данило Романович Галицький , 1201–1264). Usadili se při ulici vedoucí od tzv. Nízkého hradu až ke Královskému paláci, který se tehdy nacházel na místě, kde byl později postaven dominikánský klášter (nyní kostel svaté Eucharistie). Vzniklo zde i několik arménských kostelů (svatého Jakuba z Nisibis, svaté Anny, svatého Kříže). V roce 1363 bylo ve Lvově založeno arménské biskupství a vznikla potřeba postavit katedrálu.
Tato katedrála Nanebevzetí Panny Marie byla postavena v letech 1368–1370, stavitelem německého původu, Doringem, pocházejícím ze Slezska. Stavba byla financována arménskými obchodníky a postavena byla ve stylu starověkých arménských kostelů. Následně, v roce 1437 byly vybudovány arkády a v roce 1630 její střední část.

## Popis zvonice
Zvonice je třípodlažní, čtvercového půdorysu a byla postavena v roce 1571 lvovským stavitelem, pocházejícím z Itálie, Piotrem Krassovským. Po sérii požárů (v letech 1712, 1743, 1748 a 1778), byla významně přestavěna. Je zakončena čtyřmi kruhovými věžemi, které jsou zabudovány do jejich rohů, což je typické pro starověkou arménskou architekturu. Jejich kupole, stejně jako hlavní kupole, byly na začátku 19. století pokryty pozinkovaným plechem. Ve Zvonici je umístěn zvon, pojmenovaný na počest křtitele Arménie – svatý Jiří.
Branou pod Zvonicí, je průchod z Arménské ulice na východní nádvoří katedrálního komplexu, kde je pamětní sloup se sochou svatého Kryštofa, postavený v roce 1726, jako upomínka na požár Lvova v roce 1712. Stojí zde také budova bývalé arménské banky a zastavárny, a rovněž palác arménských arcibiskupů ze 17. století. V průchodu pod věží je zachován kamenný portál z roku 1570, který býval vstupem k arménskému soudu. Nad portálem je nápis, jehož překlad zní: „V lednu 1020, arménské éry, nařídil Andrej z Kafy vystavět zvonici na paměť svých zemřelých rodičů Chačarese a Sarah a také za svého bratra Avediče a jeho rodinu.“
Mezi katedrálou a arcibiskupským palácem se nachází úzká ulička, původního jména „Arménská Úzká“ (nyní pod názvem ulice Sergeje Paradžanova), jejíž existence je doložena již v roce 1598. Ve středověku vedla podél městských hradeb a končila v dnešní ulici Lesi Ukrajinky (půdní název této ulice byl Arménská Dolní). Hradby byly v 18. století zbourány.

## Světové dědictví UNESCO
V prosinci 1998, při pravidelném zasedání Výboru pro světové dědictví UNESCO v Kjótu (Japonsko), byly do „Seznamu světového kulturního dědictví UNESCO“ (World Heritage List), zařazeny architektonické památky centrální historické části Lvova a také katedrála svatého Jiří, včetně přilehlého území, nacházející se ve Lvově na stejnojmenném návrší.

## Galerie

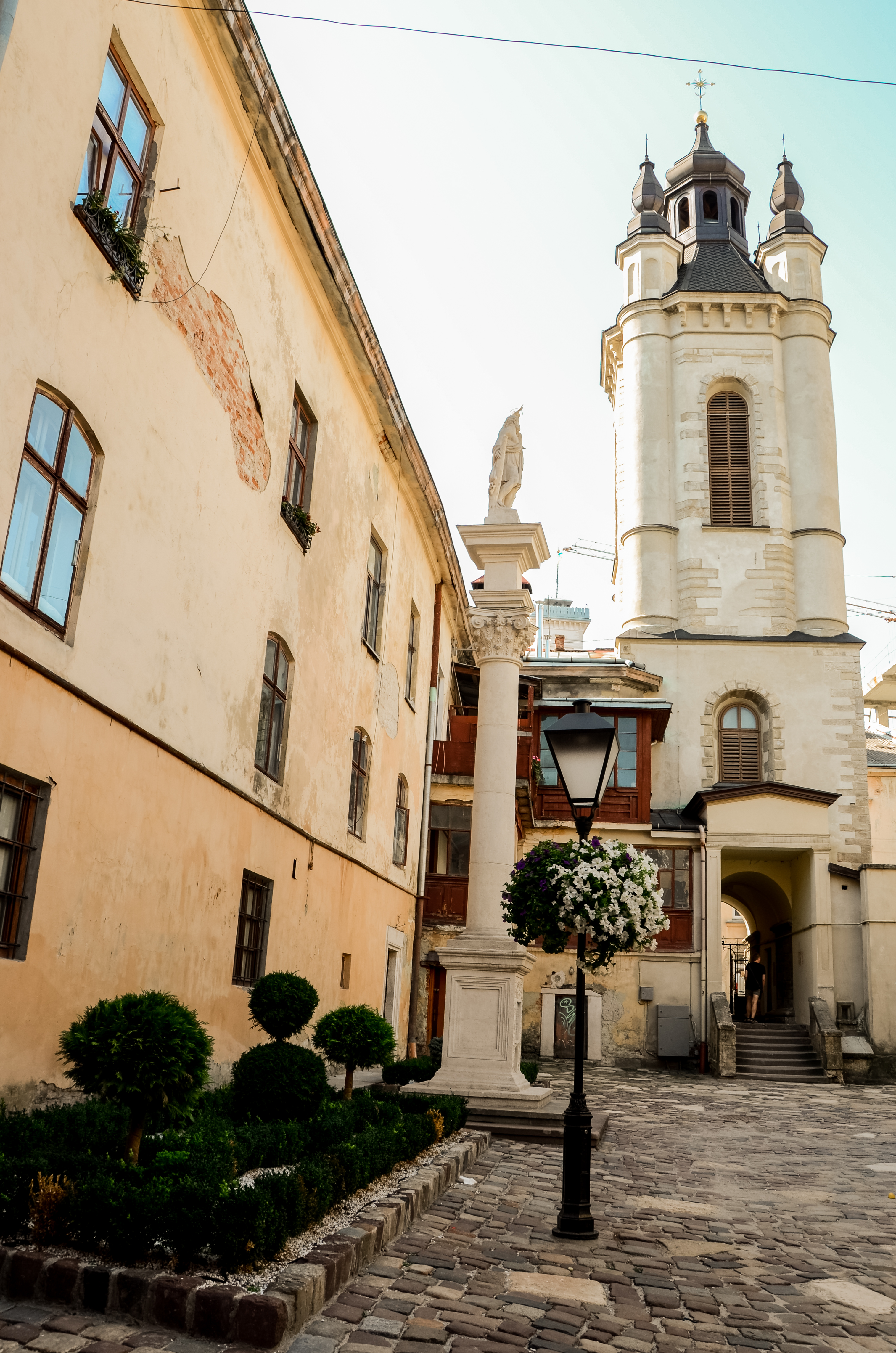
Pohled z východního nádvoří
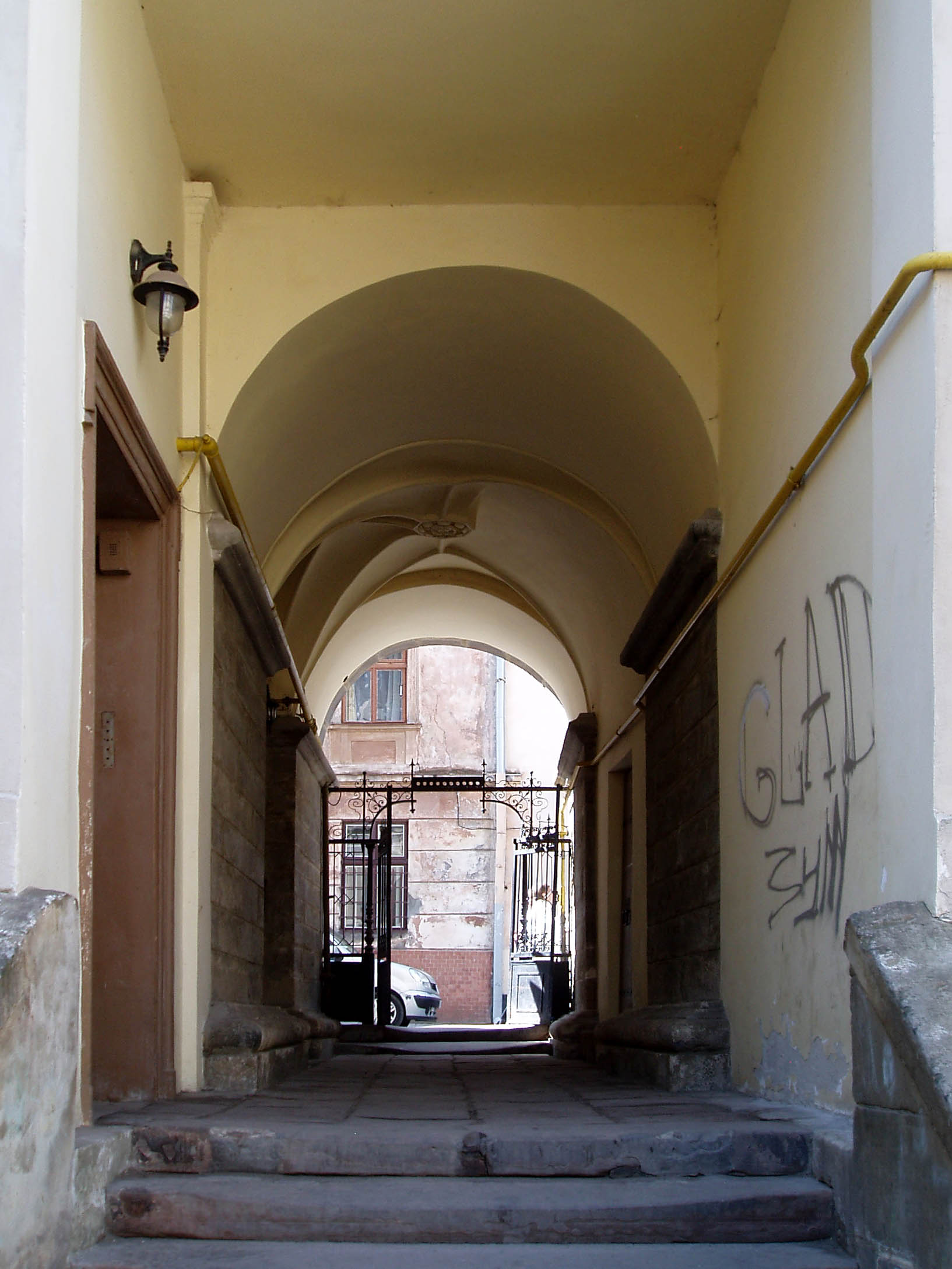
Průchod pod zvonicí z východního nádvoří do ulice Arménské
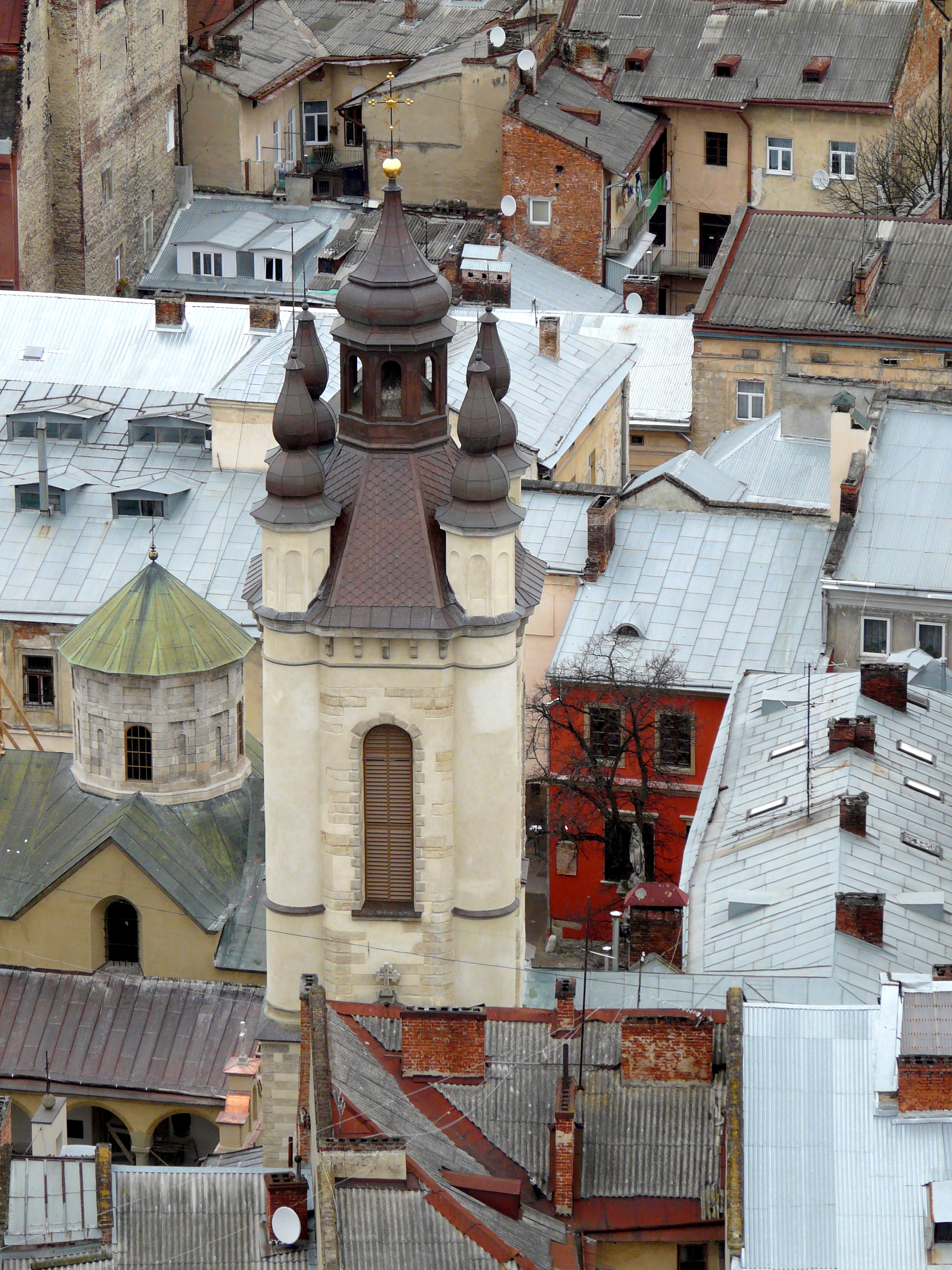
Pohled z vrchu